# Manuel Zapata Olivella
Manuel Zapata Olivella (Santa Cruz de Lorica, 17 de março de 1920 – Bogotá, 19 de novembro de 2004) foi um antropólogo, escritor e médico colombiano.

## Biografia
Quando criança seu pai, o professor Antonio María Zapata Vásquez, mudou a família para Cartagena de Indias. A irmã mais nova de Zapata, Delia Zapata Olivella, é uma dançarina e folclorista colombiana.
Ele estudou Medicina na Universidade Nacional da Colômbia, em Bogotá. Na Cidade do México, trabalhou no Sanatório Psiquiátrico do Dr. Ramírez e mais tarde no Hospital Ortopédico de Alfonso Ortiz Thrown. Também trabalhou para as revistas Time e Sucesos para Todos. Discutia com seu irmão Virgilio defendendo os Estados Unidos, tendo mudado sua maneira de pensar após viajar a esse país e sofrer discriminação racial.
Durante sua estadia no México, escreveu o romance não publicado Arroz Amargo. Como etnógrafo, publicou vários estudos sobre as culturas dos negros da Colômbia. Lecionou em várias universidades dos Estados Unidos, Canadá, América Central e África. Fundou e dirigiu a revista de literatura Letras Nacionales.
O tema principal da narrativa de Zapata Olivella é a história da cultura dos habitantes do Caribe colombiano, em especial a vivência dos negros e dos indígenas. Sua obra mais importante é o romance Changó, el Gran Putas (1983), uma extensa obra que se propõe como a epopeia da diáspora africana, narrando suas origens na África, as histórias dos quilombolas em Cartagena e da independência do Haiti até chegar a luta contra a segregação nos Estados Unidos. Seu romance En Chimá nace un santo (1964) foi finalista em dois concursos, o Esso de 1963, onde foi derrotado por La mala hora de Gabriel García Márquez e o Prêmio de Romance Curto Seix Barral, cujo primeiro lugar foi para La ciudad y los perros, de Mario Vargas Llosa. Suas obras tratam fundamentalmente da opressão e da violência. Em sua longa trajetória como narrador pode-se distinguir duas tendências, uma de caráter realista e denúncia social e outra de caráter mitológico onde se imprime a visão mágica do negro.

## Obras

### Romances
- 1946 - He visto la noche
- 1947 - Tierra Mojada
- 1958 - Los Pasos del Indio
- 1960 - La calle 10
- 1963 - Detrás del rostro
- 1963 - Chambacú, corral de negros, menção no Prêmio Casa de las Américas 1963
- 1964 - En Chimá nace un santo
- 1983 - Changó, el gran putas
- 1983 - Historia de un Joven Negro

### Contos curtos
- 1948 - Pasión vagabunda
- 1954 - China 6 a.m.
- 1961 - Cuentos de muerte y libertad
- 1962 - El cirujano de la selva
- 1967 - ¿Quién dio el fusil a Oswald?
- 1990 - Fábulas de Tamalameque

### Ensaios
- 1997 - La rebelión de los genes